# David Rasche
David Rasche, né le 7 août 1944 à Belleville (Illinois) est un acteur américain de théâtre, de cinéma et de télévision.
Il est surtout connu pour son interprétation du personnage principal de la série télévisée Mr. Gun (Sledge Hammer!), une sitcom policière satirique des années 1980. Depuis, il a souvent joué des personnages dans des positions d'autorité, à la fois graves et comiques. À la télévision, il est aussi connu pour ses performances récurrentes dans les séries La Loi de Los Angeles, Monk, À la Maison-Blanche, Veep et Succession.

## Biographie
David Rasche est diplômé en 1966 du Elmhurst College où son grand-père a également étudié. Issu d'une « longue lignée de ministres évangéliques et de l'Église unie du Christ », il fréquente l'University of Chicago Divinity School pendant deux ans, avant d'interrompre ses études. Il obtient ensuite un diplôme d'études supérieures en anglais de l'Université de Chicago.
Il étudie le théâtre chez Sanford Meisner.

## Filmographie

### Au cinéma
| Année | Titre                                                       | Rôle                             | Notes       |
| ----- | ----------------------------------------------------------- | -------------------------------- | ----------- |
| 1978  | Une femme libre                                             | Performer                        | Non crédité |
| 1979  | Manhattan                                                   | Television Actor #3              |             |
| 1979  | Something Short of Paradise                                 | David Ritchie                    |             |
| 1980  | Just Tell Me What You Want                                  | Stopwatch Producer               |             |
| 1981  | Honky Tonk Freeway                                          | Eddie White                      |             |
| 1982  | Fighting Back                                               | Michael Taylor                   |             |
| 1984  | Best Defense (Une défense canon)                            | Jeff the 'KBG' Agent             |             |
| 1986  | Cobra                                                       | Dan                              |             |
| 1986  | Native Son                                                  | Buckley                          |             |
| 1987  | Made in Heaven (Bienvenue au Paradis)                       | Donald Sumner                    |             |
| 1989  | Wicked Stepmother (Ma belle-mère est une sorcière)          | Steve Fisher                     |             |
| 1989  | An Innocent Man (Délit d'innocence)                         | Det. Mike Parnell                |             |
| 1989  | Wedding Band                                                | Sloane Vaughn                    |             |
| 1990  | Masters of Menace                                           | Buddy Wheeler                    |             |
| 1991  | Delirious (Un crime dans la tête)                           | Dr. Paul Kirkwood/Dennis         |             |
| 1991  | Bingo                                                       | Hal Devlin                       |             |
| 1993  | Twenty Bucks                                                | Baker                            |             |
| 1994  | A Million to Juan                                           | Jeff                             |             |
| 1994  | Bigfoot: The Unforgettable Encounter                        | Chaz Frederick                   |             |
| 1995  | Magic in the Water                                          | Phillip                          |             |
| 1995  | Pie in the Sky                                              | Amy's Dad                        |             |
| 1997  | That Old Feeling                                            | Alan                             |             |
| 1999  | Friends and Lovers                                          | Richard 'Richie' Wickham         |             |
| 1999  | The Settlement                                              | Denny                            |             |
| 1999  | The Big Tease                                               | Stig Ludwigssen                  |             |
| 1999  | Pros and Cons                                               | Jack Stanford                    |             |
| 2001  | Teddy Bears' Picnic                                         | Elliot Chevron                   |             |
| 2002  | Divine Secrets of the Ya-Ya Sisterhood (Les Divins Secrets) | Taylor Abbott                    |             |
| 2003  | Just Married (Pour le meilleur et pour le rire)             | Mr. McNerney                     |             |
| 2003  | Exposed                                                     | Warren Ward                      |             |
| 2004  | Off the Lip                                                 | Dr. Martin Shutte                |             |
| 2005  | The L.A. Riot Spectacular                                   | Performer                        |             |
| 2005  | Perception                                                  | Phil                             |             |
| 2006  | The Sentinel                                                | President Ballentine             |             |
| 2006  | United 93 (Vol 93)                                          | Donald Freeman Greene            |             |
| 2006  | Flags of Our Fathers (Mémoires de nos pères)                | Senator                          |             |
| 2007  | La Fille dans le parc                                       | Doug                             |             |
| 2008  | Burn After Reading                                          | CIA Officer Palmer DeBakey Smith |             |
| 2009  | In the Loop                                                 | Linton Barwick                   |             |
| 2009  | Peter and Vandy                                             | Alan                             |             |
| 2009  | Crimes of the Past                                          | Thomas Sparrow                   |             |
| 2009  | Blue Eyes                                                   | Marshall                         |             |
| 2011  | Collaborator                                                | Radio Host (voice)               |             |
| 2011  | Le Souvenir de toi                                          | Daniel Levine                    |             |
| 2012  | Missed Connections                                          | George                           |             |
| 2012  | Revenge for Jolly!                                          | Eichelberger                     |             |
| 2012  | Men in Black 3                                              | Agent X                          |             |
| 2012  | Petunia                                                     | Percy Petunia                    |             |
| 2012  | The Discoverers                                             | Cyrus Marshall                   |             |
| 2012  | The Strange Case of Wilhelm Reich (Der Fall Wilhelm Reich)  | Hills                            |             |
| 2013  | Kill Your Darlings                                          | Dean                             |             |
| 2013  | Un grand mariage                                            | Barry O'Connor                   |             |
| 2014  | Amira &amp; Sam                                             | Jack                             |             |
| 2014  | Freedom                                                     | Jefferson Monroe                 |             |
| 2019  | Swallow                                                     | Michael                          |             |

### À la télévision
| Année   | Titre                                                          | Rôle                 | Notes                                                      |
| ------- | -------------------------------------------------------------- | -------------------- | ---------------------------------------------------------- |
| 1977    | The Andros Targets                                             | Smitty               | Épisode : Death in a Toy Balloon                           |
| 1978    | On Our Town                                                    | Performer            | Épisode : A Friend, Indeed                                 |
| 1979    | Sanctuary of Fear                                              | Jack Collins         | Téléfilm                                                   |
| 1979    | Mrs. Columbo                                                   | William Gardner      | Épisode : Falling Star                                     |
| 1978-81 | Ryan's Hope                                                    | Wes Leonard          | 34 épisodes                                                |
| 1981-82 | Love, Sidney                                                   | J.M.                 | 2 épisodes                                                 |
| 1982    | SCTV Network (Second City Television)                          | Robert Wellesly      | Épisode : Melonvote                                        |
| 1983    | Special Bulletin                                               | Dr. David McKeeson   | Téléfilm                                                   |
| 1984    | The Lost Honor of Kathryn Beck                                 | Donald Catton        | Téléfilm                                                   |
| 1984    | Search for Tomorrow (C'est déjà demain)                        | Col. Tom Burns       | 3 épisodes                                                 |
| 1985    | Sara                                                           | David Collier        | Épisode : David Returns                                    |
| 1985    | Code Name: Foxfire                                             | Sam Rawlings         | Épisode : Slay it Again, Sam                               |
| 1985    | Miami Vice (Deux Flics à Miami)                                | Surf                 | Épisode : Bushido                                          |
| 1986    | Kate & Allie (Aline et Cathy)                                  | Richard Lubin        | Épisode : Thank You, Shirley                               |
| 1986-88 | Sledge Hammer! (Mr. Gun)                                       | Sledge Hammer        | 41 épisodes                                                |
| 1988    | Secret Witness                                                 | Sandy                | Téléfilm                                                   |
| 1990    | Silhouette                                                     | Sherriff Kyle Lauder | Téléfilm                                                   |
| 1991    | The Trials of Rosie O'Neill                                    | Patrick              | Épisode : Wolf Pack                                        |
| 1992    | La Loi de Los Angeles                                          | David McCoy          | 2 eépisodes                                                |
| 1993    | Empty Nest                                                     | Jack Trenton         | Épisode : Love and Marriage                                |
| 1993    | Barbarians at the Gate                                         | Ted Forstmann        | Téléfilm                                                   |
| 1994    | Burke's Law (L'Homme à la Rolls)                               | John Ramsey          | Épisode : Who Killed the Legal Eagle?                      |
| 1994    | Hart to Hard: Old Friends Never Die (Pour l'amour du risque)   | Alfred Raine         | Téléfilm                                                   |
| 1992-94 | Nurses                                                         | Jack Trenton         | 46 épisodes                                                |
| 1995    | Aaahh!!! Real Monsters (Drôles de monstres)                    | Friggit (voix)       | Épisode : Where Have All the Monsters Gone?                |
| 1995    | Signs and Wonders                                              | Brother Nahum        | 4 épisodes                                                 |
| 1995    | Duckman                                                        | Baron Von Dillweed   | Épisode : Married Alive                                    |
| 1995    | Perry Mason                                                    | Ben Landry           | TV Movie: The Case of the Jealous Jokester                 |
| 1995    | Dead Weekend                                                   | Payne                | Téléfilm                                                   |
| 1995    | Out There                                                      | Don Polson           | Téléfilm                                                   |
| 1995-96 | High Society                                                   | Peter Thomas         | 10 épisodes                                                |
| 1997    | Columbo                                                        | Patrick Kinsey       | Épisode : La Griffe du crime - Le Chat de monsieur Seltzer |
| 1998    | The Wonderful World of Disney (Le Monde merveilleux de Disney) | Derek Early          | Épisode : Tourist Trap                                     |
| 1998    | Just Shoot Me! (Voilà !)                                       | Michael Tenzer       | Épisode : War and Sleaze                                   |
| 1999    | Grown Ups                                                      | Kenny Daniels        | Épisode : Family Circus                                    |
| 1999    | The West Wing (À la Maison-Blanche)                            | Carl                 | Épisode : The State Dinner                                 |
| 2000    | Suddenly Susan                                                 | Evan                 | 2 épisodes                                                 |
| 2001    | The Lot                                                        | Eddie Moran          | Épisode : The Mob Scene                                    |
| 2001    | For Your Love (Pour le meilleur... ?)                          | Dr. Bruckner         | Épisode : The Birth Day                                    |
| 2000-01 | DAG                                                            | President Whitman    | 5 épisodes                                                 |
| 2002    | MDs                                                            | Mr. Baranski         | Épisode : Reversal of Fortune                              |
| 2002    | Providence                                                     | Doc Croc             | Épisode : The Wedding Planner                              |
| 2002    | What Leonard Comes Home To                                     | Performer            | Téléfilm                                                   |
| 2003    | Malcolm in the Middle (Malcolm)                                | Lawyer               | Épisode : Grandma Sues                                     |
| 2003    | Monk                                                           | Coach Patterson      | Épisode : Monk retourne à l'école                          |
| 2003    | She Spies (Spy Girls)                                          | Norton Andrews       | Épisode : While You Were Out                               |
| 2003    | Robbery Homicide Division (Los Angeles : Division homicide)    | Lee                  | Épisode : Hellbound Train                                  |
| 2004    | Las Vegas                                                      | Tim Valentine        | Épisode : Die Fast, Die Furious                            |
| 2006    | The Book of Daniel                                             | Donald Warwick       | Épisode : Acceptence                                       |
| 2008    | All My Children (La Force du destin)                           | Robert Gardner       | 38 épisodes                                                |
| 2009    | Law & Order (New York, police judiciaire)                      | Joe Delaney          | Épisode : Anchors Aweigh                                   |
| 2009    | Sherri                                                         | Bart                 | 3 épisodes                                                 |
| 2009    | Can Openers                                                    | Dr. Steven Miller    | Téléfilm                                                   |
| 2009-10 | Ugly Betty                                                     | Cal Hartley          | 10 épisode                                                 |
| 2010    | The Electric Company                                           | The Ronald           | Épisode : The Great Compromise                             |
| 2010    | Rubicon                                                        | James Wheeler        | 7 épisodes                                                 |
| 2011    | Are We There Yet? (Ma femme, ses enfants et moi)               | Thunder Clark        | Épisode : She Got Game                                     |
| 2011    | Royal Pains                                                    | Charles Woodward     | Épisode : Rash Talk                                        |
| 2011    | Bored to Death                                                 | Bernard              | 6 épisodes                                                 |
| 2014    | Black Box                                                      | Hunter Black         | 2 épisodes                                                 |
| 2016    | Understudies                                                   | Clement Shaw         | Épisode : Table Manners                                    |
| 2016    | Madam Secretary                                                | Amb. Arlen Maxwell   | Épisode : The Middle Way                                   |
| 2015-16 | Impastor                                                       | Alden Schmidt        | 20 épisodes                                                |
| 2013-17 | Veep                                                           | Jim Marwood          | 8 épisodes                                                 |
| 2018-   | Succession                                                     | Karl                 | Récurrent saisons 1 et 2 Principal saison 3                |
| 2025    | Dying for Sex                                                  | Dr. Pankowitz        | 5 épisodes                                                 |

## Théâtre
| Année   | Titre                      | Rôle                     | Lieu                                       |
| ------- | -------------------------- | ------------------------ | ------------------------------------------ |
| 1977    | The Shadow Box             | Mark                     | Morosco Theatre, Broadway                  |
| 1980    | L'heure du déjeuner        | Peter                    | Théâtre Ethel Barrymore, Broadway          |
| 1988    | Speed-the-Plough           | Bobby Gould              | Royale Theatre, Broadway                   |
| 1988    | Obtenir et dépenser        | Richard O'Neill          | Théâtre Helen Hayes, Broadway              |
| 2004    | Five par Tenn              | Interprète               | Manhattan Theatre Club, Broadway           |
| 2005    | Clair de lune et magnolias | Victor Fleming           | Manhattan Theatre Club, Broadway           |
| 2006    | Belle journée              | Interprète               | Samuel Beckett Theatre, New York           |
| 2006    | Elvis et Juliette          | Joey Francis Lesley      | June Havoc Theatre, New York               |
| 2007-07 | Seulement des regrets      | Jack McCullough          | Manhattan Theatre Club, Broadway           |
| 2008    | La Mouette                 | Yevgeny Sergeyevich Dorn | Compagnie de scène classique, Off-Broadway |
| 2008    | To Be or Not to Be (en)    | Josef Tura               | Manhattan Theatre Club, Broadway           |
| 2012    | Classe de guerrier         | Nathan                   | Second Stage Theatre (en), Off-Broadway    |
| 2013    | Little Miss Sunshine       | Grand-père Hoover        | Second Stage Theatre (en), Off-Broadway    |
| 2014    | The Country House          | Walter Keegan            | Manhattan Theatre Club, Broadway           |
| 2017    | La peau de nos dents       | M. Antroubus             | Polonsky Shakespeare Center, Brooklyn      |

## Distinctions
- (en) David Rasche: Awards, sur l'Internet Movie Database